# Пакшандаев, Христофор Степанович
Христофор Степанович Пакшандаев (21 декабря 1898, Большие Татаркасы, Козьмодемьянский уезд, Казанская губерния – 15 января 1943,  Зажогино, Селижаровский район, Тверская область, РСФСР, СССР) — участник Гражданской и Великой Отечественной войн. Кавалер ордена Красного Знамени РСФСР периода Гражданской войны в России (1922).

## Биография
Христофор Степанович Пакшандаев родился в 1898 году в деревне Большие Татаркасы (Козьмодемьянский уезд, Казанская губерния). Чуваш.
В 1917 году был призван в Русскую императорскую армию. После Октябрьской революции участвовал в Гражданской войне в России в составе РККА. За мужество, проявленное в бою 11 октября 1920 года у деревни Кайданово, награжден орденом Красного Знамени (1922).
После демобилизации работал в родной деревне. В 1930 вступил в колхоз «Новый путь».
В 1938 году — член Окружной избирательной комиссии по выборам в Верховный совет Чувашской АССР от Татаркасинской районной организации Общества содействия обороне и авиационно-химическому строительству СССР (Осоавиахим) .
С началом Великой Отечественной войны был призван на фронт Сундырским РВК. Служил красноармейцем 39-й армии Калининского фронта. 15 января 1943 года умер от болезни в терапевтическом передвижном полевом госпитале № 4381.

## Память

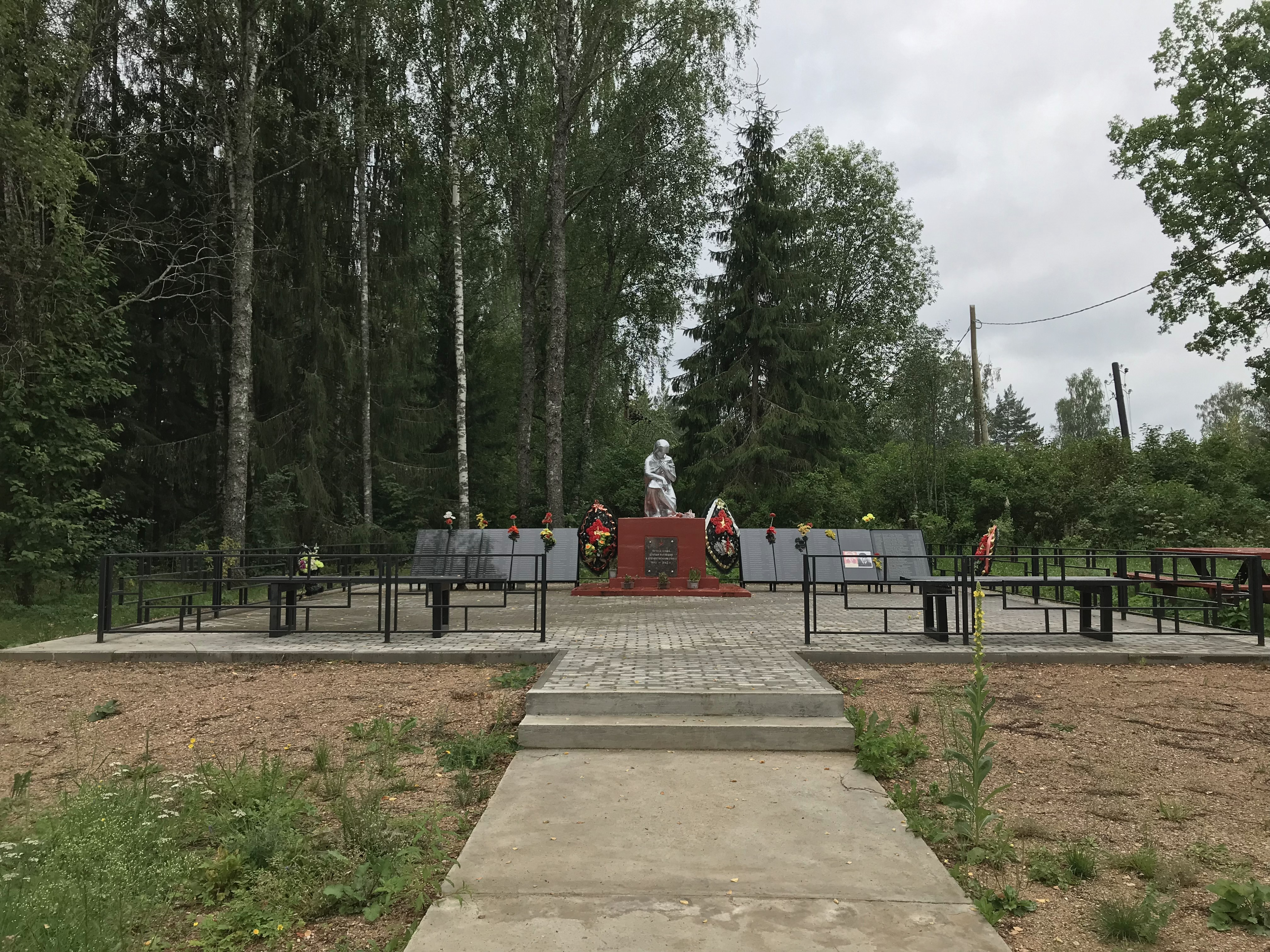
Братская могила воинов Красной Армии нв деревне Большая Коша

В 1943 году захоронен в деревне Зажогино; перезахоронен в братской могиле на северо-западной окраине деревни Большая Коша Селижаровского района Тверской области.
Его именем названа улица в деревне Большие Татаркасы.